# لانفرادین
لانفرادین (به انگلیسی: Llanfrothen) یک منطقهٔ مسکونی در بریتانیا است که در گویند واقع شده‌است. لانفرادین ۴۳۷ نفر جمعیت دارد.